# 戈门
戈门（德語：Gommern，發音：[ˈɡomɐn] ⓘ）是德国萨克森-安哈尔特州耶里肖地区县的城市，面积159.98平方千米，2023年12月31日人口为10,464人。

## 友好城市
- 德国 埃尔姆山麓柯尼希斯卢特（1990年）
- 法國 圣让德拉吕埃勒（1996年）